# Valentin Berejkov
Valentin Mikhailovitch Berejkov (en russe : Валентин Михайлович Бережков) est un homme politique et diplomate soviétique. 

## Biographie
En 1938 il est diplômé en langues à l'Université de Kiev et très proche à la langue et la culture allemande. En 1939, il est engagé par le ministère des affaires étrangères à Moscou. En 1940 il devient secrétaire à l'ambassade soviétique à Berlin. 
En novembre 1940, il sert comme traducteur lors de la réunion à Berlin entre Viatcheslav Molotov, Hitler et Joachim von Ribbentrop, alors liés par le pacte germano-soviétique.
Le 22 novembre 1941, il sert d'interprète entre Joachim von Ribbentrop et Vladimir Dekanozov à Berlin : le premier lui remet en personne la déclaration de guerre le jour même de l'attaque nazie contre l'URSS. Dekanozov et lui sont, comme le reste du personnel de l'ambassade, évacués vers la Suède (neutre) d'où ils rejoignent l'URSS.
En 1943, il sert d'interprète à Staline et Viatcheslav Molotov lors de la Conférence de Téhéran avec Churchill et Roosevelt.
En 1945, il est l'interprète personnel de Staline lors de la Conférence de Yalta avec Churchill et Roosevelt. 
En 1945, il se tourne vers le journalisme et devient éditeur. De 1978 à 1983, il devient secrétaire à l'ambassade de l'Union soviétique à Washington. En 1984, il passe à l'Ouest et s'installe à Monterrey en Californie. En 1991, son premier livre est tiré à 2 millions d'exemplaires, J'étais l'interprète de Staline,,.

## Sources
- 1983 : History In The Making: Memoirs Of World War II Diplomacy  (ISBN 9780828591065)
- 1994 : At Stalin's Side: His Interpreter's Memoirs From the October Revolution to the Fall of the Dictator's Empire  (ISBN 9781559722124)
- 1994 : At Stalin's Side, His Interpreter's Memoirs.
- 1994 : Origins of the cold war: Lessons for future U.S.-Russian relations  (ISBN 9780963385994)